# لودهران، پاکستان
لودهران (به اردو: لودھران) شهری در ایالت پنجاب (پاکستان) کشور پاکستان است که در سرشماری سال ۲۰۰۶ میلادی، ۱۰۲٫۹۴۸ نفر جمعیت داشته است.